# Mosbach (Schaafheim)
Mosbach ist ein Ortsteil der Gemeinde Schaafheim im südhessischen Landkreis Darmstadt-Dieburg.

## Geographie
Mosbach befindet sich im Bereich des Naturparks Bergstraße-Odenwald. Es liegt 5 km südlich von Schaafheim und grenzt an die Nachbarorte Radheim und Wenigumstadt (Ortsteil von Großostheim). Letzteres liegt bereits in Bayern.

## Geschichte

### Historische Namensformen
In historischen Dokumenten ist der Ort unter folgenden Ortsnamen belegt (in Klammern das Jahr der Erwähnung): Machesbach (828); Masbach (1165, 1218); Mosbach (1253); Maspach (1260); Masbac, Masbach (1261); Mosebach (1291); Masbach (1303); Maspach (1314); Mospach (1385); Moßbach, Moßpach (1403).

### Ortsgeschichte
Die älteste erhaltene Urkunde, die Mosbach erwähnt, stammt von 828 und nennt Einhard als Aussteller. Mosbach, damals noch Machesbach genannt, war Sitz eines Nonnenklosters. Anfang des 13. Jahrhunderts kam durch eine Schenkung der Grafen von Wertheim der Johanniterorden in die Bachgaugemeinde; durch weitere Schenkungen und Käufe wurden die Johanniter zu alleinigen Herren des Dorfes. Oberhalb der alten Johanneskirche, entstand eine ausgedehnte Ordensniederlassung, die auch Sitz eines Ordenkonvents war. Über sechs Jahrhunderte wurden die Geschicke Mosbachs von den Johannitern bestimmt. Das Eigentum des Ordens wurde 1806 säkularisiert. Mosbach, das mit dem ehemals kurmainzischen Teil des Bachgaus über Jahrhunderte zum Mainzer Obererzstift gehört hatte, kam mit dem Reichsdeputationshauptschluss 1803 zum Fürstentum Aschaffenburg und 1810 mit diesem zum Großherzogtum Frankfurt. Nach dem Ende des Großherzogtums ging es infolge der Pariser Verträge am 26. Juni 1814 zum Königreich Bayern über. Durch einen Gebietstausch kam es am 29. Januar 1817 zusammen mit Radheim und Dorndiel zum Großherzogtum Hessen (Hessen-Darmstadt).
In Mosbach galt das Mainzer Landrecht als Partikularrecht und das Gemeine Recht darüber hinaus, soweit das Mainzer Landrecht spezielle Regelungen für einen Sachverhalt nicht enthielt. Dieses Sonderrecht behielt seine Geltung auch im gesamten 19. Jahrhundert während der Zugehörigkeit des Gebietes zum Großherzogtum Hessen und wurde erst zum 1. Januar 1900 von dem einheitlich im ganzen Deutschen Reich geltenden Bürgerlichen Gesetzbuch abgelöst.
Die Statistisch-topographisch-historische Beschreibung des Großherzogthums Hessen berichtet 1829 über Mosbach:

„Moßbach (L. Bez. Dieburg) kath. Pfarrdorf; liegt an dem Welzbach auf einer sanften Anhöhe, 3 St. von Dieburg und 1 3⁄4 St. von Umstadt. Der Ort besteht aus 88 Häusern und hat 591 Einw., die bis auf 25 Luth. katholisch sind, und unter diesen 42 Bauern und 34 Handwerker. Man findet bier den Commendehof mit ungefähr 800 Morgen Acker- und Wiesenland, 2 Mahlmühlen und 1 Farbenfabrik. Der Ort hat jährlich 4 Märkte. – Moßbach, dessen Namen vermuthlich aus Macho entstanden, hieß zu den Zeiten der Karolinger Machesbach. Ums Jahr 827 befand sich hier ein Nonnenkloster, vermuthlich vom Orden der Benediktiner. Im Besitz dieses Klosters erscheint 1312 der Johanniter Orden, seit 1530 der Maltheser Orden genannt. Wann das Convent der Nonnen aufhörte, ist unbekannt, doch standen noch 1564 die Gebäulichkeiten. – Hier entstand ein Johanniter Ordens-Commendehaus, auf dessen Ursprung eine Urkunde von 1218 ziemlich deutlich hinweißt, indem in Folge derselben Graf Boppo von Wertheim während eines Kreuzzugs dem Johanniter-Orden das Patronat der Pfarrei Moßbach geschenkt hat. Die Besitzungen des Ordens mehrten sich zu Moßbach nach und nach und um 1253 und 1255 tritt Moßbach als Glied der Hauptcommende Frankfurt auf. Seit 1400 waren die Glieder Frankfurt, Moßbach, Gelnhausen und Rüdigheim zu einer Commende unter der Ballei Wetterau vereinigt. Diese Commende hieß Frankfurt und Moßbach; der Comthur wohnte früher beständig zu Moßbach, später auch abwechselnd zu Frankfurt. – Der Johanniter Orden, erst ein geistlicher, dann ein weltlicher Orden, zu Anfang der Kreuzzüge und hauptsächlich zur Vertheidigung der Kirche gegen die Ungläubigen gestiftet, erhielt beinahe durch ganz Europa große Besitzungen. Die Ordensangelegenheiten wurden von dem Capitel geleitet das aus 8 Ballivi Conventuali bestand. Das Ganze war in 8 Zungen (Bezirke) eingetheilt. Die Ländereien der Bezirke waren in Priorate, diese in Balleien und diese wieder in Commenden (Commenthureien) eingetheilt. – Der Comthur Freiherr von Rottberg erbaute 1781 das jetzige schöne Hof- und Commende-Haus. In den Jahren 1806 und 1807 wurden die teutschen Johanniter-Güter im Allgemeinen eingezogen und 1819 starb der letzte Comthur, Freiherr von Pfürdt zu Blumberg. Der Ort hatte seine Adelige die sich von ihm benannt haben. Moßbach war 1622 Tillys Hauptquartier. Durch Tausch kam der Ort 1817 von Baiern an Hessen, und 1818 wurde er zum Dieburger Landkapitel geschlagen.“

Mosbach hat seine ehemals bäuerliche Struktur völlig aufgegeben und ist heute eine reine Wohngemeinde.
Hessische Gebietsreform (1970–1977)
Zum 1. Januar 1977 verlor Mosbach seine Selbständigkeit und wurde im Zuge der Gebietsreform in Hessen kraft Landesgesetz in die Gemeinde Schaafheim eingemeindet. Für Mosbach sowie für die übrigen nach Schaafheim gebildet.

### Verwaltungsgeschichte im Überblick
Die folgende Liste zeigt die Staaten und Verwaltungseinheiten, denen Mosbach angehört(e):
- vor 1803: Heiliges Römisches Reich, Kurfürstentum Mainz, Oberes Erzstift, Vizedomamt Aschaffenburg, Amtsvogtei Obernburg
- ab 1803: Heiliges Römisches Reich, Fürstentum Aschaffenburg,[Anm. 2] Amtsvogtei Obernburg
- ab 1806: Fürstentum Aschaffenburg,[Anm. 3] Departement Aschaffenburg
- ab 1810: Großherzogtum Frankfurt,[Anm. 4] Departement Aschaffenburg, Distriktmarie Obernburg
- ab 1814: Königreich Bayern, Fürstentum Aschaffenburg, Districtmarie Obernburg
- ab 1817: Großherzogtum Hessen (durch Tausch),[Anm. 5] Provinz Starkenburg, Amt Umstadt
- ab 1821: Großherzogtum Hessen, Provinz Starkenburg, Landratsbezirk Dieburg[Anm. 6]
- ab 1832: Großherzogtum Hessen, Provinz Starkenburg, Kreis Dieburg
- ab 1848: Großherzogtum Hessen, Regierungsbezirk Dieburg
- ab 1852: Großherzogtum Hessen, Provinz Starkenburg, Kreis Dieburg
- ab 1871: Deutsches Reich,[8] Großherzogtum Hessen, Provinz Starkenburg, Kreis Dieburg
- ab 1918: Deutsches Reich (Weimarer Republik), Volksstaat Hessen,[Anm. 7] Provinz Starkenburg, Kreis Dieburg
- ab 1938: Deutsches Reich, Volksstaat Hessen, Landkreis Dieburg[9][Anm. 8]
- ab 1945: Deutsches Reich, Amerikanische Besatzungszone,[Anm. 9] Groß-Hessen, Regierungsbezirk Darmstadt, Landkreis Dieburg
- ab 1946: Deutsches Reich, Amerikanische Besatzungszone, Land Hessen, Regierungsbezirk Darmstadt, Landkreis Dieburg
- ab 1949: Bundesrepublik Deutschland, Land Hessen, Regierungsbezirk Darmstadt, Landkreis Dieburg
- ab 1977: Bundesrepublik Deutschland, Land Hessen, Regierungsbezirk Darmstadt, Landkreis Darmstadt-Dieburg, Gemeinde Schaafheim[Anm. 10]

### Gerichte
Die zuständige Gerichtsbarkeit der ersten Instanz war:
- Zentgericht: Ostheim
- 1783: Erzstift Mainz, Cent Bachgau (Hochgerichtsbarkeit), Vogteiamt Obernburg (Niedergerichtsbarkeit)
- 1821: Landgericht Umstadt
- 1879: Amtsgericht Groß-Umstadt
- 1970: Amtsgericht Dieburg

## Bevölkerung

### Einwohnerstruktur 2011
Nach den Erhebungen des Zensus 2011 lebten am Stichtag, dem 9. Mai 2011, in Mosbach 2040 Einwohner. Darunter waren 93 (4,6 %) Ausländer. Nach dem Lebensalter waren 357 Einwohner unter 18 Jahren, 897 waren zwischen 18 und 49, 435 zwischen 50 und 64 und 354 Einwohner waren älter. Die Einwohner lebten in 834 Haushalten. Davon waren 189 Singlehaushalte, 240 Paare ohne Kinder und 318 Paare mit Kindern, sowie 72 Alleinerziehende und 12 Wohngemeinschaften.

### Einwohnerentwicklung
| • 1812: | 87 Feuerstellen, 486 Seelen |

| Mosbach: Einwohnerzahlen von 1812 bis 2018 | Mosbach: Einwohnerzahlen von 1812 bis 2018 | Mosbach: Einwohnerzahlen von 1812 bis 2018 | Mosbach: Einwohnerzahlen von 1812 bis 2018 | Mosbach: Einwohnerzahlen von 1812 bis 2018 |
| --- | ------------------------------------------ | ------------------------------------------ | ------------------------------------------ | ------------------------------------------ |
| Jahr |                                            |                                            |                                            | Einwohner                                  |
| 1812 | 1812                                       |                                            | 486                                        | 486                                        |
| 1829 | 1829                                       |                                            | 591                                        | 591                                        |
| 1834 | 1834                                       |                                            | 524                                        | 524                                        |
| 1840 | 1840                                       |                                            | 666                                        | 666                                        |
| 1846 | 1846                                       |                                            | 719                                        | 719                                        |
| 1852 | 1852                                       |                                            | 802                                        | 802                                        |
| 1858 | 1858                                       |                                            | 662                                        | 662                                        |
| 1864 | 1864                                       |                                            | 666                                        | 666                                        |
| 1871 | 1871                                       |                                            | 630                                        | 630                                        |
| 1875 | 1875                                       |                                            | 621                                        | 621                                        |
| 1885 | 1885                                       |                                            | 617                                        | 617                                        |
| 1895 | 1895                                       |                                            | 569                                        | 569                                        |
| 1905 | 1905                                       |                                            | 549                                        | 549                                        |
| 1910 | 1910                                       |                                            | 533                                        | 533                                        |
| 1925 | 1925                                       |                                            | 601                                        | 601                                        |
| 1939 | 1939                                       |                                            | 651                                        | 651                                        |
| 1946 | 1946                                       |                                            | 840                                        | 840                                        |
| 1950 | 1950                                       |                                            | 921                                        | 921                                        |
| 1956 | 1956                                       |                                            | 931                                        | 931                                        |
| 1961 | 1961                                       |                                            | 1.005                                      | 1.005                                      |
| 1967 | 1967                                       |                                            | 1.239                                      | 1.239                                      |
| 1970 | 1970                                       |                                            | 1.272                                      | 1.272                                      |
| 1980 | 1980                                       |                                            | ?                                          | ?                                          |
| 1990 | 1990                                       |                                            | ?                                          | ?                                          |
| 2000 | 2000                                       |                                            | ?                                          | ?                                          |
| 2011 | 2011                                       |                                            | 2.040                                      | 2.040                                      |
| 2018 | 2018                                       |                                            | 2.014                                      | 2.014                                      |
| Datenquelle: Historisches Gemeindeverzeichnis für Hessen: Die Bevölkerung der Gemeinden 1834 bis 1967. Wiesbaden: Hessisches Statistisches Landesamt, 1968. Weitere Quellen: LAGIS; Zensus 2011; nach 2011: Gemeinde Schaafheim |                                            |                                            |                                            |                                            |

### Religionszugehörigkeit
| • 1829: | 25 lutheranische (= 4,23 %) und 566 katholische (= 95,77 %) Einwohner |
| • 1961: | 97 evangelische (= 9,65 %), 906 katholische (= 90,15 %) Einwohner     |

## Politik
Für Mosbach besteht ein Ortsbezirk (Gebiete der ehemaligen Gemeinde Mosbach) mit Ortsbeirat und Ortsvorsteher nach der Hessischen Gemeindeordnung. Der Ortsbeirat besteht aus neun Mitgliedern. Bei den Kommunalwahlen in Hessen 2021 betrug die Wahlbeteiligung zum Ortsbeirat 52,97 %. Dabei wurden gewählt: zwei Mitglieder der CDU, sechs Mitglieder „Freien Wählergemeinschaft Schafheim“ (FWG) und ein Mitglied der SPD. Der Ortsbeirat wählte Markus Petry (FWG) zum Ortsvorsteher.

## Kultur und Sehenswürdigkeiten

### Bauwerke

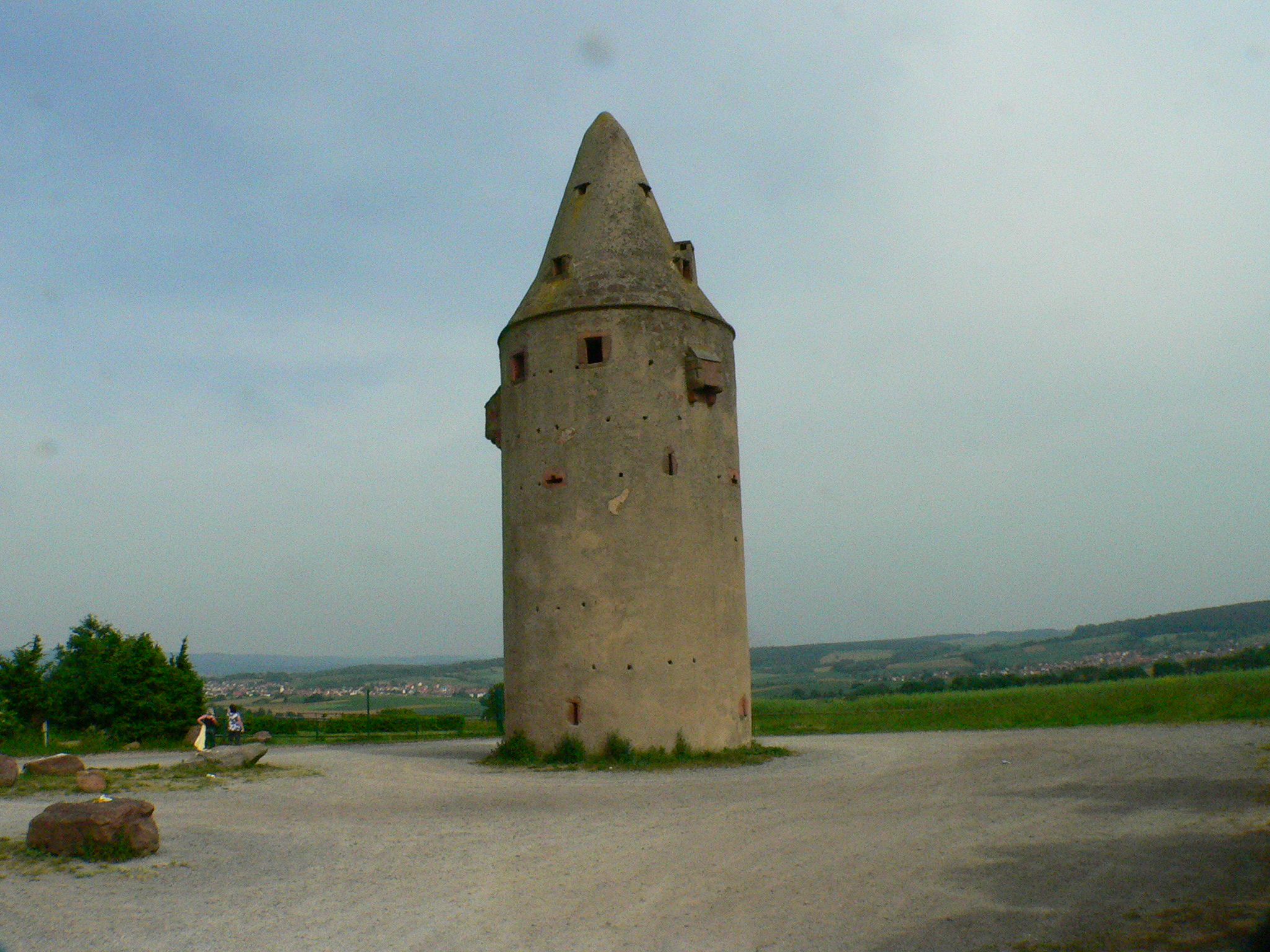
Der Schaafheimer Wartturm auf einem Foto von 2008

Nördlich von Mosbach auf Mosbacher Gemarkung an der Grenze zur Schaafheimer Gemarkung befindet sich der Wartturm, ein 1492 vom Mainzer Erzbischof Berthold von Henneberg an der alten Bachgauer Landwehr errichteter Wehrturm. Er sicherte den Übergang des sogenannten Schiffwegs ins Kurmainzer Gebiet. Der Wartturm liegt auf dem 216 m hohen Binselberg. Der Turm ist selbst 22 m hoch. 1992 wurde er restauriert und wieder besteigbar gemacht. 2008 hat die Gemeinde Schaafheim das Umfeld des Turmes grundlegend umgestaltet. Vom Wartturm aus hat man einen herrlichen Blick auf den Bachgau.
Sehenswert ist außerdem die Katholische Kirche St. Johannes Baptist. Diese ist um 1250 von den Johannitern erbaut worden.

### Regelmäßige Veranstaltungen
- September: Kerb[13]
- Oktober: Oktoberfest[14]

## Verkehr
Mosbach ist durch das Busnetz der Verkehrsgesellschaft Untermain mit den restlichen Bachgaugemeinden, sowie mit Aschaffenburg und Babenhausen verbunden.
Am Bahnhof Babenhausen hat man Anschluss zum Regionalverkehr Richtung Darmstadt und Hanau, in Aschaffenburg zum Fernverkehr Richtung Frankfurt am Main und Würzburg, sowie zum Regionalverkehr Richtung Miltenberg.
K54: Aschaffenburg – Großostheim – Pflaumheim – Wenigumstadt – Mosbach – Schaafheim – Babenhausen
Montag–Freitag: stündliche Verbindungen
Samstag, sonn- oder feiertags: nur zweistündliche Verbindungen